# 沟牙鼯鼠
沟牙鼯鼠（学名：[Aeretes melanopterus] 错误：{{Lang}}：文本有斜体标记（帮助））为松鼠科沟牙鼯鼠属的动物。在中国大陆，分布于河北等地，一般栖息于山地森林。该物种的模式产地在河北东北部。

## 亚种
- 沟牙鼯鼠指名亚种（学名：[Aeretes melanopterus melanopterus] 错误：{{Lang}}：文本有斜体标记（帮助）），Milne-Edwards于1876年命名。在中国大陆，分布于河北等地。该物种的模式产地在河北东北部[2]。
- 沟牙鼯鼠四川亚种（学名：[Aeretes melanopterus szechuanensis] 错误：{{Lang}}：文本有斜体标记（帮助）），Tu et Wang于1966年命名。在中国大陆，分布于四川等地。该物种的模式产地在四川黑水[3]。

## 保护
- 中国濒危动物红皮书，等级：濒危

本种于2023年被收录入《有重要生态、科学、社会价值的陆生野生动物名录》。